# Leptogorgia barnardi
Leptogorgia barnardi is een zachte koraalsoort uit de familie Gorgoniidae. De koraalsoort komt uit het geslacht Leptogorgia. Leptogorgia barnardi werd in 1940 voor het eerst wetenschappelijk beschreven door Stiasny. 